# Peter Büttner (Psychologe)
Peter Büttner (* 8. September 1946 in München) ist ein deutscher Psychologe und psychologischer Psychotherapeut sowie Unternehmer in der Kinder- und Jugendhilfe. Er ist seit 2019 Träger des Bundesverdienstkreuzes am Bande der Bundesrepublik Deutschland.

## Leben
Nach dem Abitur am Ulrich-von-Hutten-Gymnasium in Schlüchtern im Jahr 1967 studierte Peter Büttner von 1967 bis 1969 Geschichte und Sinologie an der Universität Frankfurt. 1969 wechselte er an die Universität Heidelberg, an der er sein Geschichtsstudium weiterführte und mit der Promotion zum Thema "Freud und der erste Weltkrieg: eine Untersuchung über die Beziehung von medizinischer Theorie und gesellschaftlicher Praxis der Psychoanalyse" abschloss. Parallel dazu nahm er das Studium der Psychologie an der Universität Heidelberg auf, das er 1979 mit dem Diplom beendete. Im Anschluss bildete er sich zum Psychologischen Psychotherapeuten für Kinder, Jugendliche und Erwachsene weiter. Im Jahr 2012 erlangte er die Habilitation in Psychologie. 
Peter Büttner ist verheiratet, hat zwei Töchter und lebt in Schlüchtern.

## Wirken

### Kinder- und Jugendhilfe
Peter Büttner übernahm 1976 das von seiner Mutter Maria Büttner-Trost 1966 in Freiensteinau gegründete Kinderheim „Haus Petra“ und baute es zum „Projekt Petra“ (Eigenschreibweise PETRA) aus, einem Verbundsystem, das Forschung, Praxis und Beratung in der Kinder- und Jugendhilfe verbindet.
Von 2006 bis 2020 war Peter Büttner zuerst im Verwaltungsrat, ab 2008 als Mitglied des Vorstands im SOS Kinderdorf Deutschland e.V. ehrenamtlich tätig.
Peter Büttner hat seit den 1980er Jahren bundesweit staatliche Organisationen (z. B. Jugendämter) und freie Träger der Jugendhilfe bei Organisationsentwicklung, Konzeptfragen und strategischen Entscheidungen beraten.

### Lehre und Forschung
Büttner lehrte bis 2019 an der Fakultät Psychologie der Universität Bremen und dem Zentrum für Klinische Psychologie und Rehabilitation (ZKPR). Nach dem Tode von Franz Petermann wurde er Privatdozent an der Universität Gießen. Dort unterrichtet er Bachelor- und Master-Studenten der Psychologie zu den Inhalten Jugendhilfe, Diagnostik und Begutachtung.
In Zusammenhang mit dem Projekt Petra entstand 1982 unter seiner Leitung die Forschungsgruppe Petra. Die Forschungsgruppe erstellt Studien und Forschungsprojekte. Diese bezogen sich in den ersten Jahrzehnten weitgehend auf die innere Strukturen der Angebote in der Jugendhilfe und beinhalteten konkrete Qualitätsempfehlungen und Weiterentwicklungsbedarfe. Seit 2012 wurde diese Forschungsrichtung ergänzt um Wirkung- und Wirkfaktorenforschung, also der Frage nach Effektivität und Effizienz in Einrichtungen der Kinder- und Jugendhilfe.

### Kommunalpolitik
Büttner ist seit 1981 Mitglied der FDP. Seit 1989 war er in der Kommunalpolitik der Stadt Schlüchtern zuerst als Mitglied des Ortsverbandes, dann als Ortsverbandsvorsitzender, später zudem als Fraktionsvorsitzender tätig. 2023 erhielt er anlässlich seines Ausscheidens aus der Kommunalpolitik die Auszeichnung Ehrenstadtverordneter von Schlüchtern.
Peter Büttner ist Gründungsmitglied und Vorsitzender des 2021 gegründeten „Vereins der Freunde der Synagoge Schlüchtern“. Der Verein hat es sich zur Aufgabe gemacht, die ehemalige Synagoge Schlüchtern in ein Kultur- und Begegnungszentrum zu verwandeln. Dies soll sowohl die Geschichte der Synagoge und ihre Bedeutung für die ehemalige jüdische Gemeinde in Schlüchtern als auch die Nutzung der Synagoge nach dem Zweiten Weltkrieg verbinden und erlebbar machen.

## Schriften
- Freud und der erste Weltkrieg. Eine Untersuchung über die Beziehung von medizinischer Theorie und gesellschaftlicher Praxis der Psychoanalyse. Dissertation. Universität Heidelberg, 1975, DNB 770722547.
- Der Psychologe in der Heimerziehung. Position und Rolle. Campus, Frankfurt am Main 1982, ISBN 3-593-33016-4.
- Beiträge in: Analyse von Leistungsfeldern der Heimerziehung. Ein empirischer Beitrag zum Problem der Indikation (= Studien zur Jugend- und Familienforschung. Band 1). 3. Auflage. Lang, Frankfurt am Main 1991, ISBN 3-631-40786-6, S. 9–22 und S. 421–482 (mit Holger Thurau).
- Schutzauftrag bei Kindeswohlgefährdung. Fachliche Herausforderungen für freie Träger und deren Kräfte. In Erwin Jordan (Hrsg.): Kindeswohlgefährdung. 2. Auflage. Juventa, Weinheim 2007, ISBN 978-37799-1768-7, S. 185–194.
- mit Dennis Nitkowski, Franz Petermann, Carsten Krause-Leipoldt, Ulrike Petermann: Behavior Modification of Aggressive Children in Child Welfare. Evaluation of a Combined Intervention Program.. In: Behavior Modification. 33, 4, 2009, S. 474–492, DOI:10.1177/0145445509336700.
- mit Stefan Rücker, Ulrike Petermann, Franz Petermann: Anschlusshilfen als Parameter für die Wirksamkeit teilstationärer Jugendhilfe-Maßnahmen. Eine Vergleichsstudie. In: Zeitschrift für Kinder- und Jugendpsychiatrie und Psychotherapie. 39, 5, 2011, S. 313–321, DOI:10.1024/1422-4917/a000125
- mit Stefan Rücker, Ulrike Petermann, Franz Petermann: Jugendhilfe und Therapie. Effekte aus kombinierten Maßnahmen in der Gegenüberstellung mit Hilfen ohne Therapieangebot. In: Praxis der Kinderpsychologie und Kinderpsychiatrie. 60, 3, 2011, S. 234–238, DOI:10.23668/psycharchives.11247.
- mit Stefan Rücker, Sabine Walper, Franz Petermann: Befunde der Studie „Kindeswohl und Umgangsrecht“ – Wohlergehen von Kindern in Trennungsfamilien. Forschungsgruppe Petra, 2023 (online).